# 922 Schlutia
922 Schlutia eller 1919 FW är en asteroid i huvudbältet, som upptäcktes den 18 september 1919 av den tyske astronomen Karl Wilhelm Reinmuth i Heidelberg. Den är uppkallad efter Edgar Schlubach och Henry Frederic Tiarks.
Asteroiden har en diameter på ungefär 18 kilometer.